# مسجد درب جوباره
مسجد درب جوباره مربوط به سدهٔ ۱۰ ه‍.ق است و در اصفهان، میدان قیام، سبزه میدان، بازار غاز واقع شده و این اثر در تاریخ ۱۲ اسفند ۱۳۱۵ با شمارهٔ ثبت ۲۷۴ به‌عنوان یکی از آثار ملی ایران به ثبت رسیده‌است.